# Sam Lipsyte
Œuvres principales
- Douce Amérique
- Demande, et tu recevras

Sam Lipsyte, né en 1968 à New York, est un écrivain américain. Il vit à Manhattan où il est professeur à la School of the Arts, au sein de l’université Columbia.

## Biographie
Fils du journaliste sportif Robert Lipsyte (en), Sam Lipsyte a grandi à Closter, dans le New Jersey. Il fréquente l'Université Brown de 1986 à 1990 avant d’enchaîner les petits boulots : plonge, télémarketing, enseignant vacataire… Il est également le leader d’un groupe punk appelé « Dungbeetle » et fréquente à cette occasion James Murphy (LCD Soundsystem et DFA Records).
Il suit les enseignements de l'écrivain, professeur et éditeur Gordon Lish (en). Lipsyte dira à son propos : « C’était un excellent prof qui a joué un rôle majeur dans ma vie. »
Ses auteurs favoris sont : « Thomas Bernhard et Emil Cioran, ou Christine Schutt (en) et Don DeLillo ou Charles Portis, ou encore Leonard Michaels. Si leurs noms me viennent à l’esprit tout de suite, c’est parce que de là où je suis assis, je peux les voir sur les rayonnages, et aussi parce qu’ils appartiennent, à mon sens, à une même catégorie. Ils ont tous en commun la densité du phrasé, je crois, ainsi que l’humour et l’intelligence ». Pour les critiques, son travail se caractérise par ses prouesses stylistiques  et son humour noir. Ses livres sont traduits dans plusieurs langues dont le français, le russe, l’italien, l’espagnol ou encore le portugais.
En mai 2011, la chaîne de télévision américaine HBO annonce la création d’une comédie intitulée People City, basée sur les écrits de Lipsyte qui endosserait les rôles de scénariste et de producteur exécutif.

## Œuvres

### Romans
- (en) The Subject Steve, Broadway Books, 2001
- Douce Amérique, Calmann-Lévy, 2007 ((en) Home Land, Flamingo, 2004)
- Demande, et tu recevras, Monsieur Toussaint Louverture, 2015 ((en) The Ask, Macmillan Publishers, 2010)

### Recueils de nouvelles
- (en) Venus Drive, Open City Books, 2000
- (en) The Fun Parts, Farrar, Straus and Giroux, 2012

### Articles et divers
- April Fool's Day, 2006
- Ma vie, usage promotionnel uniquement, NRF, Gallimard, 2006 [7]
- Dear Miss Primatologist Lady, 2008

## Distinctions
Douce Amérique reçoit le Believer Book Award en 2004 et le prix du New York Times Notable Book of the Year en 2005. Venus Drive est primé comme l’un des 25 meilleurs livres de l’année 2000 par le supplément littéraire du journal The Village Voice. Demande, et tu recevras figure sur la liste des bestsellers du New York Times en 2010. En 2008, Sam Lipsyte reçoit une  Bourse Guggenheim.